# Liga Mistrzów UEFA (2025/2026)
Ten artykuł dotyczy trwającego lub niedawnego wydarzenia sportowego. Informacje w nim zamieszczone mogą się zmienić lub zdezaktualizować wraz z postępem zdarzenia. Początkowe doniesienia, wyniki lub statystyki mogą być niepewne. Ostatnie aktualizacje do tego artykułu mogą nie odzwierciedlać najbardziej aktualnych informacji.
Liga Mistrzów UEFA 2025/2026 – 34. sezon Ligi Mistrzów UEFA (71. turniej ogólnie, wliczając Puchar Europy Mistrzów Klubowych).
Finał odbędzie się na Puskás Aréna w Budapeszcie 30 maja 2026 roku.
Zwycięzca Ligi Mistrzów UEFA 2025/2026 automatycznie zakwalifikuje się do fazy ligowej Ligi Mistrzów UEFA 2026/2027, a także zdobędzie prawo do gry ze zwycięzcą Ligi Europy UEFA 2025/2026 w Superpucharze UEFA 2026.
Rozgrywki składają się z 3 części:
- fazy kwalifikacyjnej,
- fazy ligowej,
- fazy pucharowej.

## Format rozgrywek i podział miejsc
Drugi sezon rozgrywek w nowym formacie pucharów. Rywalizacja rozpocznie się od czterech rund kwalifikacyjnych. Turniej główny 36 zespołów rozgrywa w formacie ligowym. Wszystkie drużyny rozegrają 4 mecze u siebie i 4 na wyjeździe z 8 wylosowanymi rywalami. 8 najlepszych drużyn tabeli awansuje do 1/8 finału, a 16 kolejnych drużyn rozegra dwumecz w dodatkowej rundzie fazy pucharowej. Dalsze etapy fazy pucharowej pozostają bez zmian.
Miejsca dla federacji zostały rozdzielone poprzez współczynnik ligowy UEFA z sezonu 2023/2024. W edycji 2025/2026 Ligi Mistrzów biorą udział 83 zespołów z 53 federacji piłkarskich zrzeszonych w UEFA (poza Rosją, z powodu przeprowadzanej przez nią inwazji na Ukrainę oraz Liechtensteinem, gdzie nie były przeprowadzane krajowe rozgrywki ligowe – drużyny piłkarskie z tego kraju należą do szwajcarskiego systemu ligowego).
Prawo udziału w rozgrywkach uzyska się poprzez:
- zajęcie odpowiedniego miejsca w tabeli ligowej,
- zwycięstwo w edycji 2024/2025 Ligi Mistrzów UEFA (jeśli zdobywca tego trofeum nie uzyska miejsca w Lidze Mistrzów UEFA 2025/2026 dzięki pozycji zajętej w rozgrywkach krajowych),
- zwycięstwo w edycji 2024/2025 Ligi Europy UEFA (jeśli zdobywca tego trofeum nie uzyska miejsca w Lidze Mistrzów UEFA 2025/2026 dzięki pozycji zajętej w rozgrywkach krajowych)
- zajęcie odpowiedniego miejsca w rankingu współczynnika klubowego UEFA (jeśli zespół nie uzyskał kwalifikacji w inny sposób).

| Lp. | Federacja  | Współ.  | Drużyny |
| --- | ---------- | ------- | ------- |
| 1   | Anglia     | 104.303 | 4       |
| 2   | Włochy     | 90.284  | 4       |
| 3   | Hiszpania  | 89.489  | 4       |
| 4   | Niemcy     | 86.624  | 4       |
| 5   | Francja    | 66.831  | 4       |
| 6   | Holandia   | 61.300  | 3       |
| 7   | Portugalia | 56.316  | 2       |
| 8   | Belgia     | 48.800  | 2       |
| 9   | Turcja     | 38.600  | 2       |
| 10  | Czechy     | 36.050  | 2       |
| 11  | Szkocja    | 36.050  | 2       |
| 12  | Szwajcaria | 32.975  | 2       |
| 13  | Austria    | 32.600  | 2       |
| 14  | Norwegia   | 31.625  | 2       |
| 15  | Grecja     | 31.525  | 2       |
| 16  | Dania      | 31.450  | 1       |
| 17  | Izrael     | 31.125  | 1       |
| 18  | Ukraina    | 28.000  | 1       |
| 19  | Serbia     | 27.780  | 1       |

| Lp. | Federacja   | Współ. | Drużyny |
| --- | ----------- | ------ | ------- |
| 20  | Chorwacja   | 25.525 | 1       |
| 21  | Polska      | 25.375 | 1       |
| 22  | Rosja       | 22.965 | 0       |
| 23  | Cypr        | 22.100 | 1       |
| 24  | Węgry       | 21.875 | 1       |
| 25  | Szwecja     | 21.500 | 1       |
| 26  | Rumunia     | 21.375 | 1       |
| 27  | Bułgaria    | 20.375 | 1       |
| 28  | Azerbejdżan | 20.125 | 1       |
| 29  | Słowacja    | 19.625 | 1       |
| 30  | Słowenia    | 13.250 | 1       |
| 31  | Mołdawia    | 13.125 | 1       |
| 32  | Kosowo      | 11.541 | 1       |
| 33  | Kazachstan  | 11.500 | 1       |
| 34  | Finlandia   | 11.125 | 1       |
| 35  | Irlandia    | 10.875 | 1       |
| 36  | Armenia     | 10.625 | 1       |
| 37  | Łotwa       | 10.625 | 1       |

| Lp. | Federacja            | Współ. | Drużyny |
| --- | -------------------- | ------ | ------- |
| 38  | Wyspy Owcze          | 10.375 | 1       |
| 39  | Bośnia i Hercegowina | 10.000 | 1       |
| 40  | Liechtenstein        | 10.000 | 0       |
| 41  | Islandia             | 9.583  | 1       |
| 42  | Irlandia Północna    | 9.208  | 1       |
| 43  | Luksemburg           | 8.625  | 1       |
| 44  | Litwa                | 8.500  | 1       |
| 45  | Malta                | 8.250  | 1       |
| 46  | Gruzja               | 7.625  | 1       |
| 47  | Albania              | 7.375  | 1       |
| 48  | Estonia              | 7.207  | 1       |
| 49  | Białoruś             | 6.625  | 1       |
| 50  | Macedonia Północna   | 6.000  | 1       |
| 51  | Andora               | 5.998  | 1       |
| 52  | Walia                | 5.791  | 1       |
| 53  | Czarnogóra           | 5.708  | 1       |
| 54  | Gibraltar            | 4.957  | 1       |
| 55  | San Marino           | 1.832  | 1       |

## Szczegółowy podział miejsc
Poniższa tablica pokazuje listę szczegółowego podziału miejsc.
|                                      |                                    | Drużyny rozpoczynające udział | Zwycięzcy poprzedniej rundy                                                              |
| ------------------------------------ | ---------------------------------- | --- | ---------------------------------------------------------------------------------------- |
| I runda kwalifikacyjna (28 drużyn)   | I runda kwalifikacyjna (28 drużyn) | - 28 drużyn – mistrzowie lig federacji z miejsc 25-27 i 30–55 (z wyjątkiem Liechtensteinu) |                                                                                          |
| II runda kwalifikacyjna (30 drużyn)  | dla mistrzów (24 drużyny)          | - 8 drużyn – mistrzowie lig federacji z miejsc 16–24 (z wyjątkiem Rosji) - 2 drużyny – mistrzowie lig federacji z miejsc 28 i 29, drużyny o najwyższym współczynniku klubowym z pierwszej rundy kwalifikacyjnej | - 14 zwycięzców I rundy kwalifikacyjnej                                                  |
| II runda kwalifikacyjna (30 drużyn)  | dla niemistrzów (6 drużyn)         | - 6 drużyny – wicemistrzowie lig federacji z miejsc 10–15 |                                                                                          |
| III runda kwalifikacyjna (20 drużyn) | dla mistrzów (12 drużyn)           | | - 12 zwycięzców II rundy kwalifikacyjnej dla mistrzów                                    |
| III runda kwalifikacyjna (20 drużyn) | dla niemistrzów (8 drużyn)         | - 3 drużyny – wicemistrzowie lig federacji z miejsc 7–9 - trzeci zespół ligi federacji z miejsca 6 - czwarty zespół ligi federacji z miejsca 5 | - 3 zwycięzców II rundy kwalifikacyjnej dla niemistrzów                                  |
| Runda play-off (14 drużyn)           | dla mistrzów (10 drużyn)           | - 4 drużyny – mistrzowie lig federacji z miejsc 11–14 | - 6 zwycięzców III rundy kwalifikacyjnej dla mistrzów                                    |
| Runda play-off (14 drużyn)           | dla niemistrzów (4 drużyny)        | | - 4 zwycięzców III rundy kwalifikacyjnej dla niemistrzów                                 |
| Faza ligowa (36 drużyn)              | Faza ligowa (36 drużyn)            | - 10 drużyn – mistrzowie lig federacji z miejsc 1–10 - 6 drużyn – wicemistrzowie lig federacji z miejsc 1–6 - 5 drużyn – trzecie zespoły lig federacji z miejsc 1–5 - 4 drużyny – czwarte zespoły lig federacji z miejsc 1–4 - 2 drużyny – zespoły z federacji z najwyższymi współczynnikami z poprzedniego sezonu - zwycięzca Ligi Europy UEFA 2024/2025 - 1 drużyna – mistrz z federacji 15 jako drużyna o najwyższym współczynniku klubowym, wywodząca się z II rundy ścieżki mistrzowskiej | - 5 zwycięzców rundy play-off dla mistrzów - 2 zwycięzców rundy play-off dla niemistrzów |
| Faza pucharowa (24 drużyny)          | Faza pucharowa (24 drużyny)        | | - zespoły z miejsc 1–24 w tabeli fazy ligowej                                            |

Zamieszczone informacje odzwierciedlają trwające zawieszenie Rosji w europejskiej piłce nożnej, w związku z czym w domyślnej liście wprowadzono następujące zmiany:
- Mistrzowie federacji 23 (Cypr) i 24 (Węgry) zamiast do pierwszej rundy kwalifikacyjnej (ścieżka mistrzów) przechodzą do drugiej rundy kwalifikacyjnej.

Ponieważ zwycięzca Ligi Mistrzów (Paris Saint-Germain) zakwalifikował się w drodze standardowego przydziału miejsc w lidze krajowej, w domyślnej liście wprowadzono następujące zmiany:
- Olympiakos SFP jako klub z najwyższym współczynnikiem klubowym został przesunięty z drugiej rundy kwalifikacyjnej (ścieżka mistrzowska) do fazy ligowej.
- Slovan Bratislava i Qarabağ FK, jako dwa kluby z najwyższym współczynnikiem klubowym, zostały przesunięte z pierwszej rundy kwalifikacyjnej do drugiej.

## Uczestnicy
Wykaz rundy dla zespołów z danego miejsca w danej lidze.
Oznaczenia:
- L1, L2, L3, L4, – drużyny, który zajęły odpowiednie miejsca w ligach krajowych,
- OT – obrońca tytułu (zwycięzca edycji 2024/2025),
- LE – zwycięzca Ligi Europy (edycja 2024/2025)
- WSP – zespoły z dwóch federacji z najwyższym współczynnikiem w sezonie 2024/2025.

| Faza ligowa                 | Faza ligowa            | Faza ligowa              | Faza ligowa                |
| --------------------------- | ---------------------- | ------------------------ | -------------------------- |
| Paris Saint-Germain (L1/OT) | Inter Mediolan (L2)    | Villarreal (L5/WSP)      | PSV Eindhoven (L1)         |
| Tottenham Hotspur (LE)      | Atalanta (L3)          | Bayern Monachium (L1)    | Ajax (L2)                  |
| Liverpool (L1)              | Juventus F.C. (L4)     | Bayer Leverkusen (L2)    | Sporting CP (L1)           |
| Arsenal (L2)                | FC Barcelona (L1)      | Eintracht Frankfurt (L3) | Union SG (L1)              |
| Manchester City (L3)        | Real Madryt (L2)       | Borussia Dortmund (L4)   | Galatasaray SK (L1)        |
| Chelsea (L4)                | Atlético Madryt (L3)   | Olympique Marsylia (L2)  | Slavia Praga (L1)          |
| Newcastle United (L5/WSP)   | Athletic Bilbao (L4)   | AS Monaco (L3)           | Olympiakos SFP (L1)        |
| Napoli (L1)                 |                        |                          |                            |
| Runda play-off              |                        |                          |                            |
| dla mistrzów                | dla mistrzów           | dla niemistrzów          | dla niemistrzów            |
| Celtic (L1)                 | Sturm Graz (L1)        |                          |                            |
| FC Basel (L1)               | FK Bodø/Glimt (L1)     |                          |                            |
| III runda kwalifikacyjna    |                        |                          |                            |
| dla mistrzów                | dla mistrzów           | dla niemistrzów          | dla niemistrzów            |
|                             |                        | OGC Nice (L4)            | Club Brugge (L2)           |
| Feyenoord (L3)              | Fenerbahçe SK (L2)     |                          |                            |
| SL Benfica (L2)             |                        |                          |                            |
| II runda kwalifikacyjna     |                        |                          |                            |
| dla mistrzów                | dla mistrzów           | dla niemistrzów          | dla niemistrzów            |
| FC Kopenhaga (L1)           | Lech Poznań (L1)       | Viktoria Pilzno (L2)     | Red Bull Salzburg (L2)     |
| Maccabi Tel Awiw (L1)       | Pafos FC (L1)          | Rangers (L2)             | SK Brann (L2)              |
| Dynamo Kijów (L1)           | Ferencvárosi TC (L1)   | Servette FC (L2)         | Panathinaikos AO (L2)      |
| FK Crvena zvezda (L1)       | Qarabağ FK (L1)        |                          |                            |
| HNK Rijeka (L1)             | Slovan Bratysława (L1) |                          |                            |
| I runda kwalifikacyjna      |                        |                          |                            |
| Malmö FF (L1)               | KuPS Kuopio (L1)       | Linfield F.C. (L1)       | Dynama Mińsk (L1)          |
| FCSB (L1)                   | Shelbourne F.C. (L1)   | FC Differdange 03 (L1)   | Shkëndija Tetowo (L1)      |
| Łudogorec Razgrad (L1)      | Noah Erywań (L1)       | Žalgiris Wilno (L1)      | Inter Club d’Escaldes (L1) |
| Olimpija Lublana (L1)       | FK RFS (L1)            | Ħamrun Spartans (L1)     | The New Saints F.C. (L1)   |
| Milsami Orgiejów (L1)       | Víkingur Gøta (L1)     | Iberia 1999 (L1)         | Budućnost Podgorica (L1)   |
| Drita Gnjilane (L1)         | Zrinjski Mostar (L1)   | Egnatia Rrogozhinë (L1)  | Lincoln Red Imps (L1)      |
| Kajrat Ałmaty (L1)          | Breiðablik (L1)        | Levadia Tallinn (L1)     | AC Virtus (L1)             |

## Terminarz
Poniżej przedstawiono terminarz rozgrywek.
Mecze rozgrywane są we wtorki – środy.
| Faza           | Runda                       | Data losowania   | Pierwszy mecz                                        | Rewanż                                               |
| -------------- | --------------------------- | ---------------- | ---------------------------------------------------- | ---------------------------------------------------- |
| Kwalifikacje   | Pierwsza runda eliminacyjna | 17 czerwca 2025  | 8/9 lipca 2025                                       | 15/16 lipca 2025                                     |
| Kwalifikacje   | Druga runda eliminacyjna    | 18 czerwca 2025  | 22/23 lipca 2025                                     | 29/30 lipca 2025                                     |
| Kwalifikacje   | Trzecia runda eliminacyjna  | 21 lipca 2025    | 5/6 sierpnia 2025                                    | 12 sierpnia 2025                                     |
| Play-off       | Runda Play-off              | 4 sierpnia 2025  | 19/20 sierpnia 2025                                  | 26/27 sierpnia 2025                                  |
| Faza ligowa    | Kolejka 1                   | 28 sierpnia 2025 | 16–18 września 2025                                  | 16–18 września 2025                                  |
| Faza ligowa    | Kolejka 2                   | 28 sierpnia 2025 | 30 września / 1 października 2025                    | 30 września / 1 października 2025                    |
| Faza ligowa    | Kolejka 3                   | 28 sierpnia 2025 | 21/22 października 2025                              | 21/22 października 2025                              |
| Faza ligowa    | Kolejka 4                   | 28 sierpnia 2025 | 4/5 listopada 2025                                   | 4/5 listopada 2025                                   |
| Faza ligowa    | Kolejka 5                   | 28 sierpnia 2025 | 25/26 listopada 2025                                 | 25/26 listopada 2025                                 |
| Faza ligowa    | Kolejka 6                   | 28 sierpnia 2025 | 9/10 grudnia 2025                                    | 9/10 grudnia 2025                                    |
| Faza ligowa    | Kolejka 7                   | 28 sierpnia 2025 | 20/21 stycznia 2026                                  | 20/21 stycznia 2026                                  |
| Faza ligowa    | Kolejka 8                   | 28 sierpnia 2025 | 28 stycznia 2026                                     | 28 stycznia 2026                                     |
| Faza pucharowa | Runda play-off              | 30 stycznia 2026 | 17/18 lutego 2026                                    | 24/25 lutego 2026                                    |
| Faza pucharowa | 1/8 finału                  | 27 lutego 2026   | 10/11 marca 2026                                     | 17/18 marca 2026                                     |
| Faza pucharowa | Ćwierćfinały                | 27 lutego 2026   | 7/8 kwietnia 2026                                    | 14/15 kwietnia 2026                                  |
| Faza pucharowa | Półfinały                   | 27 lutego 2026   | 28/29 kwietnia 2026                                  | 5/6 maja 2026                                        |
| Faza pucharowa | Finał                       | 27 lutego 2026   | 30 maja 2026 na stadionie Puskás Aréna w Budapeszcie | 30 maja 2026 na stadionie Puskás Aréna w Budapeszcie |

## Faza kwalifikacyjna

### I runda kwalifikacyjna
Do startu w I rundzie kwalifikacyjnej zostało uprawnionych 28 drużyn, z czego 14 zostało rozstawionych. Drużyny, które przegrają w tej rundzie, otrzymają prawo gry w II rundzie kwalifikacyjnej Ligi Konferencji UEFA. 
Drużyny przegrane z meczów 7 i 11 otrzymają prawo gry w III rundzie kwalifikacyjnej Ligi Konferencji UEFA.
| Drużyna 1           | Wynik dwumeczu | Drużyna 2             | Pierwszy mecz | Drugi mecz  |
| ------------------- | -------------- | --------------------- | ------------- | ----------- |
| Žalgiris Wilno      | 2:2 (10:11 k.) | Ħamrun Spartans       | 2:0           | 0:2 (dogr.) |
| KuPS Kuopio         | 1:0            | Milsami Orgiejów      | 1:0           | 0:0         |
| The New Saints F.C. | 1:2            | Szkendija Tetowo      | 0:0           | 1:2 (dogr.) |
| Iberia 1999         | 2:6            | Malmö FF              | 1:3           | 1:3         |
| Levadia Tallinn     | 0:2            | FK RFS                | 0:1           | 0:1         |
| Drita Gnjilane      | 4:2            | FC Differdange 03     | 1:0           | 3:2         |
| Víkingur Gøta       | 2:4            | Lincoln Red Imps      | 2:3           | 0:1         |
| Egnatia Rrogozhinë  | 1:5            | Breiðablik            | 1:0           | 0:5         |
| Shelbourne FC       | 2:1            | Linfield F.C.         | 1:0           | 1:1         |
| FCSB                | 4:3            | Inter Club d’Escaldes | 3:1           | 1:2         |
| AC Virtus           | 1:4            | Zrinjski Mostar       | 0:2           | 1:2         |
| Olimpija Lublana    | 1:3            | Kajrat Ałmaty         | 1:1           | 0:2         |
| Noah Erywań         | 3:2            | Budućnost Podgorica   | 1:0           | 2:2         |
| Łudogorec Razgrad   | 3:2            | Dynama Mińsk          | 1:0           | 2:2 (dogr.) |

### II runda kwalifikacyjna
Od tej rundy turniej kwalifikacyjny został podzielony na 2 części – dla mistrzów i niemistrzów poszczególnych federacji:
- do startu w II rundzie kwalifikacyjnej dla mistrzów uprawnione były 24 drużyny (w tym 14 zwycięzców I rundy), z czego 12 było rozstawionych;
- do startu w II rundzie kwalifikacyjnej w ścieżce ligowej uprawnione było 6 drużyn, z czego 3 były rozstawione.

Drużyny, które przegrają w tej rundzie, otrzymają prawo gry w III rundzie kwalifikacyjnej Ligi Europy UEFA.
| Drużyna 1           | Wynik dwumeczu | Drużyna 2         | Pierwszy mecz | Drugi mecz  |
| ------------------- | -------------- | ----------------- | ------------- | ----------- |
| Ścieżka mistrzowska |                |                   |               |             |
| FK RFS              | 1:5            | Malmö FF          | 1:4           | 0:1         |
| Ħamrun Spartans     | 0:6            | Dynamo Kijów      | 0:3           | 0:3         |
| Pafos FC            | 2:1            | Maccabi Tel Awiw  | 1:1           | 1:0         |
| Lincoln Red Imps    | 1:6            | FK Crvena zvezda  | 0:1           | 1:5         |
| Noah Erywań         | 4:6            | Ferencvárosi TC   | 1:2           | 3:4         |
| Lech Poznań         | 8:1            | Breiðablik        | 7:1           | 1:0         |
| FC Kopenhaga        | 3:0            | Drita Gnjilane    | 2:0           | 1:0         |
| HNK Rijeka          | 1:3            | Łudogorec Razgrad | 0:0           | 1:3 (dogr.) |
| Szkendija Tetowo    | 3:1            | FCSB              | 1:0           | 2:1         |
| Slovan Bratysława   | 6:2            | Zrinjski Mostar   | 4:0           | 2:2         |
| Shelbourne FC       | 0:4            | Qarabağ FK        | 0:3           | 0:1         |
| KuPS Kuopio         | 2:3            | Kajrat Ałmaty     | 2:0           | 0:3         |
| Ścieżka ligowa      |                |                   |               |             |
| SK Brann            | 2:5            | Red Bull Salzburg | 1:4           | 1:1         |
| Viktoria Pilzno     | 3:2            | Servette FC       | 0:1           | 3:1         |
| Rangers             | 3:1            | Panathinaikos AO  | 2:0           | 1:1         |

### III runda kwalifikacyjna
W tej rundzie kwalifikacji utrzymany został podział na 2 ścieżki – mistrzowską i ligową:
- do startu w III rundzie kwalifikacyjnej dla mistrzów uprawnionych było 12 drużyn (zwycięzcy II rundy), z czego 6 zostało rozstawionych;
- do startu w III rundzie kwalifikacyjnej w ścieżce ligowej uprawnionych było 8 drużyn (w tym 3 zwycięzców II rundy), z czego 4 zostały rozstawione.

Drużyny, które przegrają w tej rundzie, w ścieżce mistrzowskiej otrzymają prawo gry w rundzie play-off, natomiast w ścieżce ligowej w fazie ligowej Ligi Europy UEFA.
| Drużyna 1           | Wynik dwumeczu | Drużyna 2         | Pierwszy mecz | Drugi mecz  |
| ------------------- | -------------- | ----------------- | ------------- | ----------- |
| Ścieżka mistrzowska |                |                   |               |             |
| Malmö FF            | 0:5            | FC Kopenhaga      | 0:0           | 0:5         |
| Kajrat Ałmaty       | 1:1 (4:3 k.)   | Slovan Bratysława | 1:0           | 0:1 (dogr.) |
| Lech Poznań         | 2:4            | FK Crvena zvezda  | 1:3           | 1:1         |
| Łudogorec Razgrad   | 0:3            | Ferencvárosi TC   | 0:0           | 0:3         |
| Dynamo Kijów        | 0:3            | Pafos FC          | 0:1           | 0:2         |
| Szkendija Tetowo    | 1:6            | Qarabağ FK        | 0:1           | 1:5         |
| Ścieżka ligowa      |                |                   |               |             |
| Red Bull Salzburg   | 2:4            | Club Brugge       | 0:1           | 2:3         |
| Rangers             | 4:2            | Viktoria Pilzno   | 3:0           | 1:2         |
| OGC Nice            | 0:4            | SL Benfica        | 0:2           | 0:2         |
| Feyenoord           | 4:6            | Fenerbahçe SK     | 2:1           | 2:5         |

### Runda play-off
W tej rundzie kwalifikacji utrzymany został podział na 2 ścieżki – mistrzowską i ligową:
- do startu w rundzie play-off w ścieżce mistrzowskiej uprawnionych zostało 10 drużyn (w tym 6 zwycięzców III rundy), z czego 5 było rozstawionych;
- do startu w rundzie play-off w ścieżce ligowej uprawnione zostały 4 drużyny (zwycięzcy III rundy), z czego 2 były rozstawione.

Drużyny, które przegrają w tej rundzie, otrzymają prawo gry w fazie ligowej Ligi Europy UEFA.
| Drużyna 1           | Wynik dwumeczu | Drużyna 2     | Pierwszy mecz | Drugi mecz |
| ------------------- | -------------- | ------------- | ------------- | ---------- |
| Ścieżka mistrzowska |                |               |               |            |
| Ferencvárosi TC     | 1              | Qarabağ FK    | 19 sie        | 27 sie     |
| FK Crvena zvezda    | 2              | Pafos FC      | 19 sie        | 26 sie     |
| FK Bodø/Glimt       | 3              | Sturm Graz    | 20 sie        | 26 sie     |
| Celtic              | 4              | Kajrat Ałmaty | 20 sie        | 26 sie     |
| FC Basel            | 5              | FC Kopenhaga  | 20 sie        | 27 sie     |
| Ścieżka ligowa      |                |               |               |            |
| Fenerbahçe SK       | 1              | SL Benfica    | 20 sie        | 27 sie     |
| Rangers             | 2              | Club Brugge   | 19 sie        | 27 sie     |

## Faza ligowa
Zasady ustalania kolejności w tabeli:
1. punkty;
2. różnica bramek;
3. strzelone bramki;
4. bramki zdobyte na wyjeździe;
5. wygrane;
6. wygrane na wyjeździe;
7. większa liczba punktów zdobytych łącznie przez przeciwników w fazie ligowej;
8. większa łączna różnica bramek przeciwników w fazie ligowej;
9. większa liczba bramek strzelonych łącznie przez przeciwników w fazie ligowej;
10. niższa łączna liczba punktów dyscyplinarnych (bezpośrednia czerwona kartka = 3 punkty, żółta kartka = 1 punkt, wykluczenie z gry za dwie żółte kartki w jednym meczu = 3 punkty);
11. współczynnik klubowy UEFA.

### Tabela
| Lp. | Drużyna             | M | Z | R | P | B+ | B– | +/– | Pkt | Kwalifikacja |
| --- | ------------------- | - | - | - | - | -- | -- | --- | --- | ------------ |
| 1   | Arsenal             | 0 | 0 | 0 | 0 | 0  | 0  | 0   | 0   | 1/8 finału   |
| 2   | Chelsea             | 0 | 0 | 0 | 0 | 0  | 0  | 0   | 0   | 1/8 finału   |
| 3   | Liverpool           | 0 | 0 | 0 | 0 | 0  | 0  | 0   | 0   | 1/8 finału   |
| 4   | Manchester City     | 0 | 0 | 0 | 0 | 0  | 0  | 0   | 0   | 1/8 finału   |
| 5   | Newcastle United    | 0 | 0 | 0 | 0 | 0  | 0  | 0   | 0   | 1/8 finału   |
| 6   | Tottenham Hotspur   | 0 | 0 | 0 | 0 | 0  | 0  | 0   | 0   | 1/8 finału   |
| 7   | Atalanta            | 0 | 0 | 0 | 0 | 0  | 0  | 0   | 0   | 1/8 finału   |
| 8   | Inter Mediolan      | 0 | 0 | 0 | 0 | 0  | 0  | 0   | 0   | 1/8 finału   |
| 9   | Juventus            | 0 | 0 | 0 | 0 | 0  | 0  | 0   | 0   | play-offy    |
| 10  | Napoli              | 0 | 0 | 0 | 0 | 0  | 0  | 0   | 0   | play-offy    |
| 11  | Athletic Bilbao     | 0 | 0 | 0 | 0 | 0  | 0  | 0   | 0   | play-offy    |
| 12  | Atlético Madryt     | 0 | 0 | 0 | 0 | 0  | 0  | 0   | 0   | play-offy    |
| 13  | FC Barcelona        | 0 | 0 | 0 | 0 | 0  | 0  | 0   | 0   | play-offy    |
| 14  | Real Madryt         | 0 | 0 | 0 | 0 | 0  | 0  | 0   | 0   | play-offy    |
| 15  | Villarreal CF       | 0 | 0 | 0 | 0 | 0  | 0  | 0   | 0   | play-offy    |
| 16  | Bayer Leverkusen    | 0 | 0 | 0 | 0 | 0  | 0  | 0   | 0   | play-offy    |
| 17  | Bayern Monachium    | 0 | 0 | 0 | 0 | 0  | 0  | 0   | 0   | play-offy    |
| 18  | Borussia Dortmund   | 0 | 0 | 0 | 0 | 0  | 0  | 0   | 0   | play-offy    |
| 19  | Eintracht Frankfurt | 0 | 0 | 0 | 0 | 0  | 0  | 0   | 0   | play-offy    |
| 20  | AS Monaco           | 0 | 0 | 0 | 0 | 0  | 0  | 0   | 0   | play-offy    |
| 21  | Olympique Marsylia  | 0 | 0 | 0 | 0 | 0  | 0  | 0   | 0   | play-offy    |
| 22  | Paris Saint-Germain | 0 | 0 | 0 | 0 | 0  | 0  | 0   | 0   | play-offy    |
| 23  | Ajax                | 0 | 0 | 0 | 0 | 0  | 0  | 0   | 0   | play-offy    |
| 24  | PSV Eindhoven       | 0 | 0 | 0 | 0 | 0  | 0  | 0   | 0   | play-offy    |
| 25  | Sporting CP         | 0 | 0 | 0 | 0 | 0  | 0  | 0   | 0   |              |
| 26  | Union SG            | 0 | 0 | 0 | 0 | 0  | 0  | 0   | 0   |              |
| 27  | Galatasaray         | 0 | 0 | 0 | 0 | 0  | 0  | 0   | 0   |              |
| 28  | Slavia Praga        | 0 | 0 | 0 | 0 | 0  | 0  | 0   | 0   |              |
| 29  | Olympiakos          | 0 | 0 | 0 | 0 | 0  | 0  | 0   | 0   |              |
| 30  | ?                   | 0 | 0 | 0 | 0 | 0  | 0  | 0   | 0   |              |
| 31  | ?                   | 0 | 0 | 0 | 0 | 0  | 0  | 0   | 0   |              |
| 32  | ?                   | 0 | 0 | 0 | 0 | 0  | 0  | 0   | 0   |              |
| 33  | ?                   | 0 | 0 | 0 | 0 | 0  | 0  | 0   | 0   |              |
| 34  | ?                   | 0 | 0 | 0 | 0 | 0  | 0  | 0   | 0   |              |
| 35  | ?                   | 0 | 0 | 0 | 0 | 0  | 0  | 0   | 0   |              |
| 36  | ?                   | 0 | 0 | 0 | 0 | 0  | 0  | 0   | 0   |              |